# Alyssomyia quinquemaculata
Alyssomyia quinquemaculata là một loài ruồi trong họ Asilidae. Alyssomyia quinquemaculata được Artigas miêu tả năm 1973. Loài này phân bố ở vùng Tân nhiệt đới.